# Stipa multispiculis
Stipa multispiculis är en gräsart som beskrevs av John McConnell Black. Stipa multispiculis ingår i släktet fjädergrässläktet, och familjen gräs. Inga underarter finns listade i Catalogue of Life.